# Marcus Valerius Probus
Marcus Valerius Probus war ein berühmter lateinischer Grammatiker des 1. Jahrhunderts n. Chr., der aus der römischen Kolonie Berytos in Syrien stammte.
Probus diente zuerst im römischen Heer und wandte sich dann, vermutlich in Rom, der Beschäftigung mit der Literatur zu. Nach Art der alexandrinischen Gelehrten behandelte er die bedeutendsten römischen Dichter, wie Lucretius, Vergil und Horaz kritisch; eine besondere Vorliebe wandte er der archaischen Literatur zu.
Zu Lebzeiten veröffentlichte Probus nur einige kürzere Studien, von denen eine Erklärung von üblichen Abkürzungen (de notis iuris) erhalten ist, vielleicht nur als Auszug. Verloren sind Epistula ad Marcellum, De genetivo Graeco und De temporum connexione.
Seine umfangreichen Aufzeichnungen zu römischen Schriftstellern wurden von späteren Grammatikern ausgewertet und sind so in fragmentarischer Form bzw. als Zitate erhalten. Verschiedene spätantike Werke, die auf Probus’ Arbeiten beruhen, wurden unter seinem Namen überliefert, so ein Kommentar zu den Bucolica und Georgica Vergils und ein Kommentar zu Persius, aus dem die wohl ursprünglich von Sueton stammende Lebensbeschreibung des Dichters erhalten ist. Weitere Werke, die seinen Namen tragen, stammen nicht von ihm, sondern von einem Grammatiker des 4. Jahrhunderts (Catholica, vom Nomen und Verbum handelnd; Instituta artium, eine Bearbeitung der gesamten Grammatik).
Ein kurzer biographischer Abriss des Probus ist bei Sueton überliefert.

## Ausgaben
- Heinrich Keil: Grammatici latini. Band 4. Leipzig 1864.
- Hermann Hagen: Appendix Serviana ceteros praeter Servium et Scholia Bernensia Vergilii commentatores continens. Leipzig 1902. S. 321 ff.